# Amazonides atrisigna
Amazonides atrisigna är en fjärilsart som beskrevs av George Francis Hampson 1911. Amazonides atrisigna ingår i släktet Amazonides och familjen nattflyn. Inga underarter finns listade i Catalogue of Life.